# الکس پنی
الکس پنی (انگلیسی: Alex Penny؛ زادهٔ ۱۶ فوریهٔ ۱۹۹۷) بازیکن فوتبال اهل بریتانیا است.
از باشگاه‌هایی که در آن بازی کرده‌است می‌توان به باشگاه فوتبال نانیتون تاون و باشگاه فوتبال پیتربورو یونایتد اشاره کرد.
وی همچنین در تیم ملی فوتبال Wales U16 بازی کرده‌است.